# پیرس، قلمرو پایتختی استرالیا
پیرس (به انگلیسی: Pearce) یک حومه شهر در استرالیا است که در قلمرو پایتختی استرالیا واقع شده‌است.